# Arcidiocesi di Macra
L'arcidiocesi di Macra (in latino: Archidioecesis Macrensis in Rhodope) è una sede soppressa e sede titolare della Chiesa cattolica.

## Storia
Macra, identificabile con Makri (nel comune di Alessandropoli, unità periferica di Evros), è un'antica sede arcivescovile autocefala della provincia romana di Rodope nella diocesi civile di Tracia e nel patriarcato di Costantinopoli.
La sede, sconosciuta nella Notitia Episcopatuum della metà del VII secolo, è presente come suffraganea di Traianopoli nella lista delle diocesi dipendenti dal patriarcato di Costantinopoli redatta dall'imperatore bizantino Leone VI (886-912). Solo all'epoca dell'imperatore Andronico III (1328-1341) è elevata al rango di sede metropolitana senza suffraganee.
Vescovi noti di Macra nel primo millennio cristiano: Antiochio e Nicola, che presero parte al Concilio di Costantinopoli dell'879-880 che riabilitò il patriarca Fozio di Costantinopoli; Giovanni e Basilio, i cui nomi appaiono nei rispettivi sigilli databili tra X e XI secolo.
La città divenne sede di un arcivescovo di rito latino durante l'epoca delle Crociate. Infatti, un suo vescovo, il cui nome ci è sconosciuto, è menzionato in una lettera di papa Innocenzo III del 19 aprile 1213, assieme agli altri prelati d'Oriente invitati al concilio Lateranense V.
Dal XX secolo Macra è annoverata tra le sedi arcivescovili titolari della Chiesa cattolica; la sede è vacante dal 18 settembre 1997.

## Cronotassi

### Arcivescovi greci
- Antiochio † (menzionato nell'879)
- Nicola † (menzionato nell'879)[2]
- Giovanni † (X secolo)[3]
- Basilio † (X-XI secolo)[4]

### Arcivescovi latini
- Anonimo † (menzionato il 19 aprile 1213)[5]

### Arcivescovi titolari
- Artungo † (prima del 10 giugno 1328 - dopo il 1330)[6]
- Edward Illsley † (13 giugno 1921 - 1º dicembre 1926 deceduto)
- Joseph Pfluger † (29 gennaio 1927 - 10 gennaio 1929 deceduto)
- José María Bottaro y Hers, O.F.M. † (20 ottobre 1932 - 11 maggio 1935 deceduto)
- Antonio María Barbieri, O.F.M.Cap. † (6 ottobre 1936 - 20 novembre 1940 succeduto arcivescovo di Montevideo)
- Henry Patrick Rohlman † (15 giugno 1944 - 11 novembre 1946 succeduto arcivescovo di Dubuque)
- John Jarlath Dooley, S.S.C.M.E. † (18 ottobre 1951 - 18 settembre 1997 deceduto)